# Атлантична бронзова доба

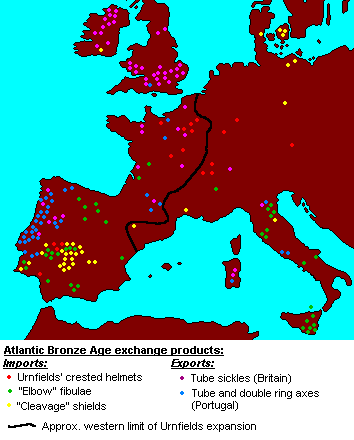
Основні центри Атлантичної бронзової доби

Атлантична бронзова доба — прийняте в археологів найменування комплексу археологічних культур в Португалії, іспанських історичних областях Андалусія і Галісія, а також в Армориці і на Британських островах, що належали до періоду близько 1300—700 рр. до н. е., тобто існували синхронно з культурою полів поховальних урн у Центральній Європі. Іноді, для більш суворої вказівки на хронологічні рамки, використовується термін «фінальна атлантична бронза» (фінальна атлантична бронзова доба).
У рамках європейської археології атлантична бронзова доба протиставляється альпійській бронзовій добі. Умовна межа між цими двома культурними спільнотами проходила із північного сходу на південний захід Франції.

## Характеристика
Атлантична бронзова доба характеризувалася економічним і культурним обміном між рядом доіндоєвропейських і прийшлих культур аж до наступу на цих територіях залізної доби. Їхні торгові контакти сягали до Данії та Середземного моря. Атлантична бронзова доба визначається рядом певних регіональних центрів виробництва металу, об'єднаних регулярними морськими обмінами деяких продуктів. Основні центри знаходилися в південній Англії та Ірландії, на північному заході Франції та північному заході Піренейського півострова.

## Етнічна ідентифікація
У 2008 р. професор Джон Кох (John Koch) ототожнив дані культури з кельтами; його точку зору підтримав Баррі Канліфф. До того часу була поширена точка зору (у якої все ще багато прихильників), що кельти з'явилися в Атлантичній Європі лише разом з гальштатською культурою.
Критики позиції Кока відзначають, що той відносить до кельтів навіть ті культури, які не вважалися кельтськими в античності, зокрема, турдетанів.

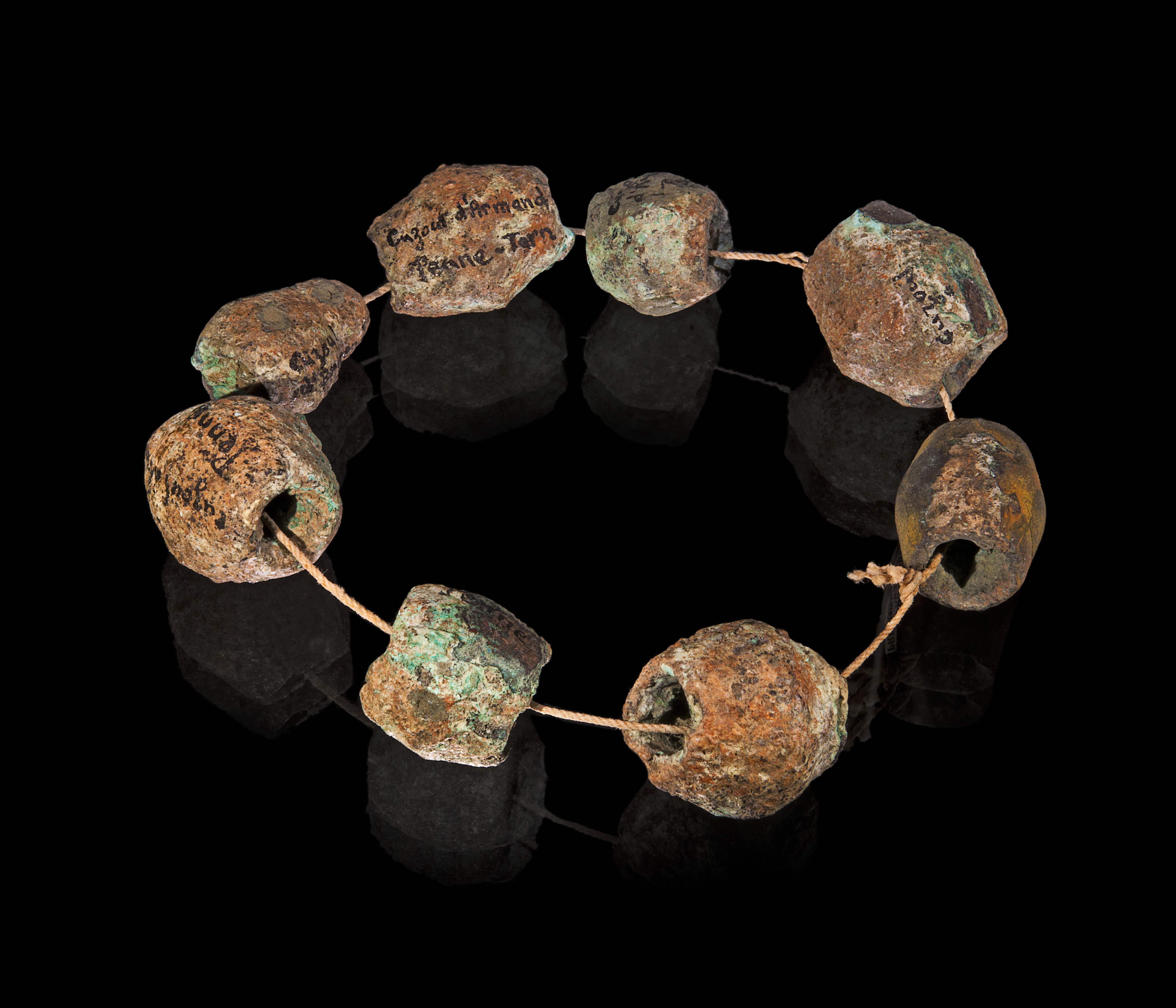
Намисто. Тулузький музей.
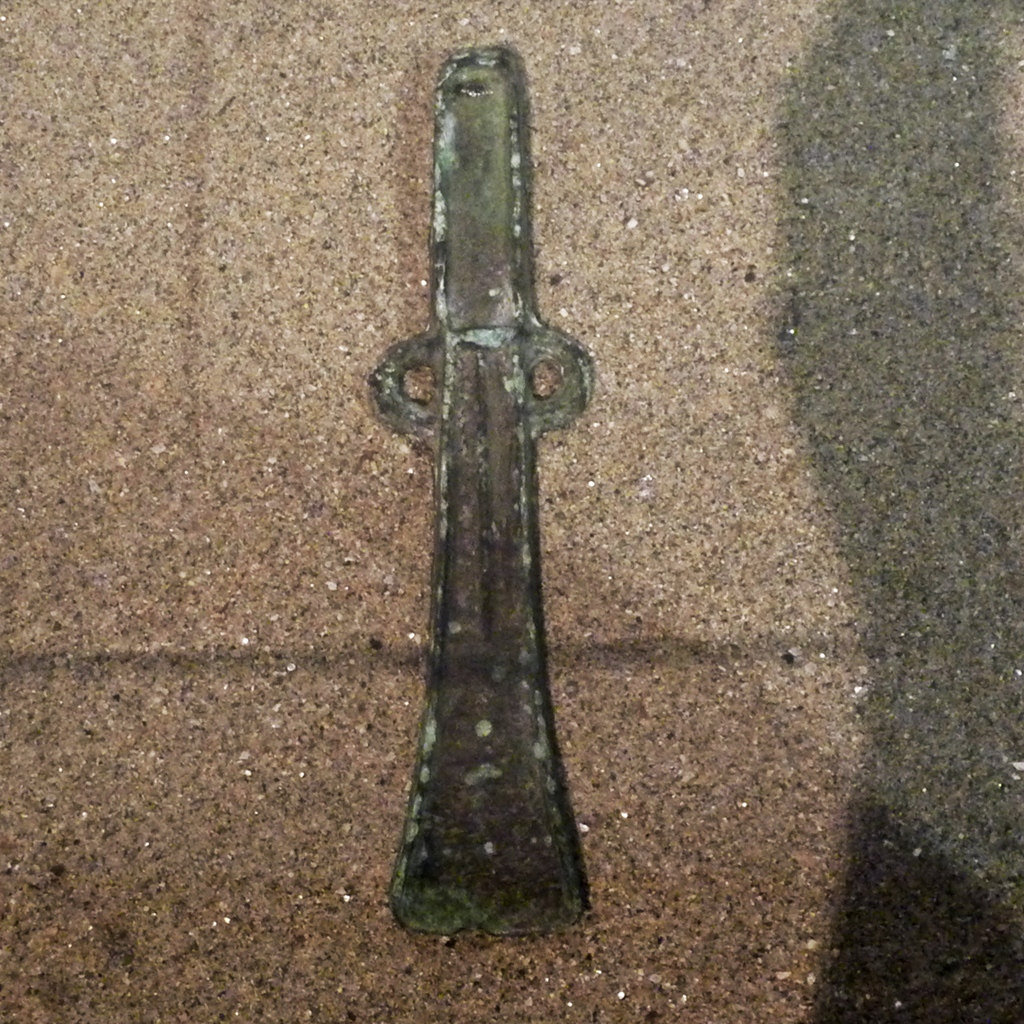
Типова сокира Атлантичної бронзової доби. Музей Кастро де Санта-Тегра, А-Гуарда, Галісія.
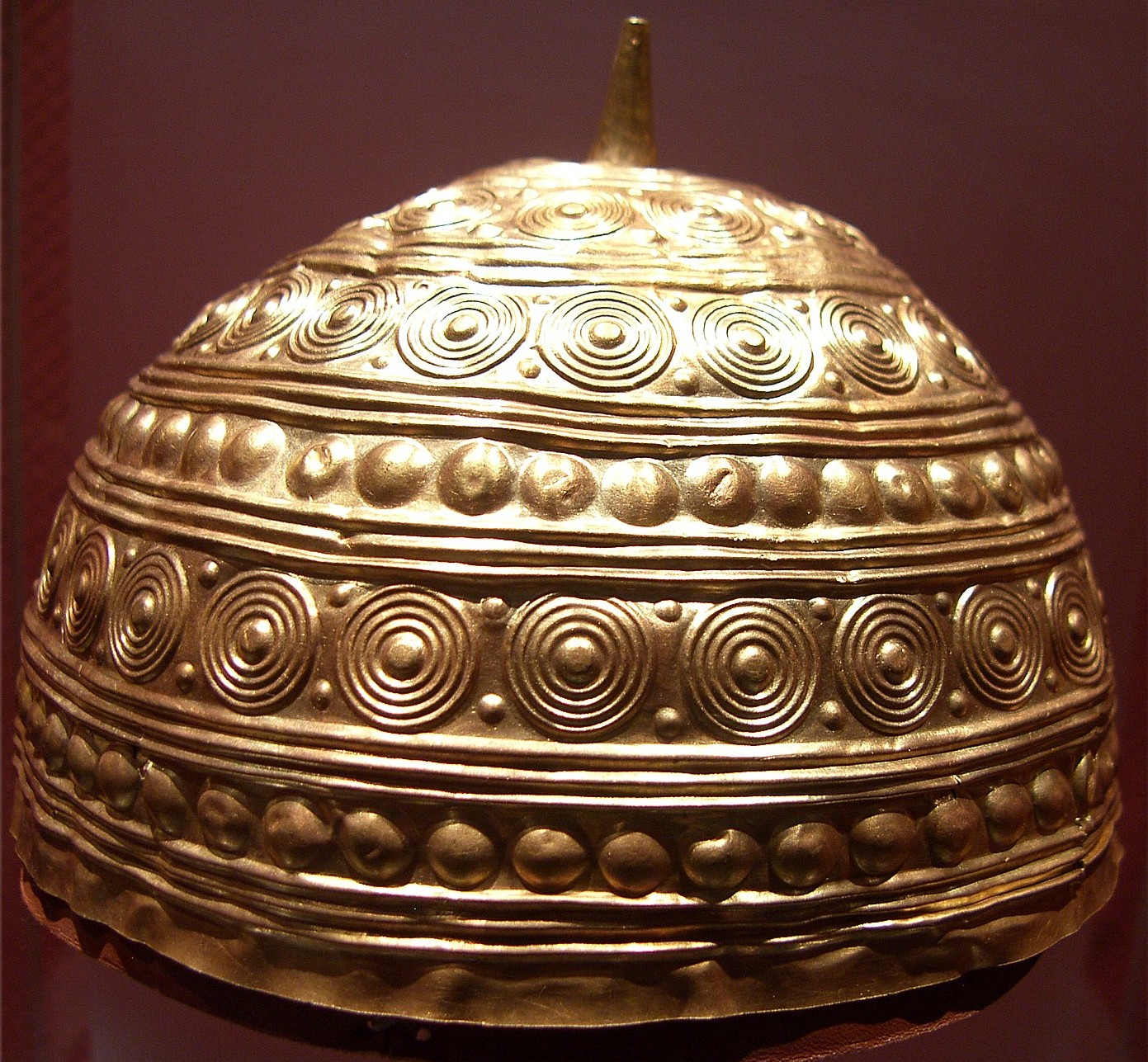
Золотий шолом епохи бронзової доби, знайдений в Лейро, Галісія.